# Wasyl Lencyk
Wasyl Lencyk (ur. 27 listopada 1912, zm. 10 listopada 2002) – amerykański historyk ukraińskiego pochodzenia. 

## Życiorys
Studiował w Wyższej Szkole Pedagogicznej i Akademii Teologicznej we Lwowie, uzyskując tam licencjat z teologii w 1939 roku. Następnie uzyskał doktorat z historii Europy Wschodniej na Wolnym Uniwersytecie Ukraińskim w Monachium w roku 1947. Drugi doktorat uzyskał na Fordham University 1961 pod kierunkiem Oskara Haleckiego (The Eastern Catholic Church and Czar Nicholas I). W latach 1954–2000 wykładał historię w St. Basil College, a w latach 1963–1972 w Seton Hall University. W roku 1963 został też profesorem w Katolickim Uniwersytecie Ukraińskim w Rzymie. Pełnił funkcję sekretarza Ukraińskiego Czerwonego Krzyża w Niemczech. Współpracował z U.S. Refugee Program (1954–1958) i Ukraińskim Katolickim Komitetem ds. Uchodźców (1959-1962). Od 1964 roku był kuratorem Ukrainian Museum and Library w Stamford. W 1991 został odznaczony papieskim medalem Pro Ecclesia et Pontifice za zasługi dla Ukraińskiego Kościoła Katolickiego.